# International LoneStar
L’International LoneStar est un poids lourd produit par la marque américaine International trucks depuis 2008.

## Caractéristiques
Le LoneStar est disponible avec différentes cabines : Day cab et Sky-rise.

## Motorisations
Il est équipé de moteurs diesel Cummins et Maxxforce.

Il reçoit des boîtes automatiques Allison.